# Жеряков, Георгий Владимирович
Гео́ргий Влади́мирович Жеряко́в (род. 3 февраля 1982, Череповец) — российский композитор, звукорежиссёр и музыкальный продюсер.

## Биография
Родился 3 февраля 1982 в Череповце, Вологодской области.
В 1999 году стал лауреатом первой премии международного конкурса пианистов-композиторов имени Сергея Михайловича Слонимского по приглашению которого Георгий поступил в Санкт-Петербургскую консерваторию имени Н. А. Римского-Корсакова и окончил её в 2006 году по специальности фортепиано обучаясь в классе профессора Александра Михайловича Сандлера.
Являлся стипендиатом фонда М. Ростроповича в 2003г.
Факультативно занимался композицией в классе профессора Александра Дерениковича Мнацаканяна, брал уроки композиции у Сергея Михайловича Слонимского.
Первые три симфонии были написаны за время обучения в консерватории а четвёртая симфония — «Генезис» в 2012 году.
С 2009 по 2016 года он написал более 50 треков для игры «War Thunder» компании Gaijin Entertainment.
Автор музыки к игре «Birds of Steel» KONAMI 2012г. а также 7-ми игр для Sony PS-3 компании Creat Studios (Boston.USA). Был приглашенным композитором для игры BattleBlock Theater в 2013г, а также звукорежиссером записи и сведения оркестра и хора для игры Pathfinder: Wrath of the Righteous в 2021г.
С 2014 работает на студии анимационного кино «Мельница» сначала оркестровщиком музыки написанной Михаилом Чертищевым, а с 2018 как композитор. Начиная с мультфильма «Урфин Джюс возвращается».
В 2021 году состоялась мировая премьера симфонической поэмы Жерякова Георгия - «Танковое сражение на Курской Дуге» в рамках концерта «Музыка войны и побед». Исполнена в концертном зале в здании Екатерининского собрания СПБ ГБУК "Петербург-концерт" Санкт-Петербургским симфоническим оркестром под управлением Народного Артиста России - Стадлера, Сергея Валентиновича
В 2023 году состоялась мировая премьера "Лесной" фантазии Жерякова Георгия для скрипки и симфонического оркестра в рамках третьего Санкт-Петербургского международного фестиваля скрипки прошедшего с 8 по 16 октября 2023. Партию скрипки исполнил Народный артист России - Стадлера, Сергея Валентиновича
В 2025г. запускает свой новый проект пространственного аудио в формате Dolby Atmos - "Simplicity in Depth". Это фортепианная неоклассическая авторская музыка реализованная в объемном формате Dolby Atmos. 
Член Союза композиторов Санкт-Петербурга и Союза композиторов России

## Фильмография

### Композитор
| Год       | Название                      | Режиссёры                                         | Примечания                |
| --------- | ----------------------------- | ------------------------------------------------- | ------------------------- |
| 2008      | Русичи                        | Адель Аль-Хадад                                   | фильм                     |
| 2016      | Всё о мужчинах                | Михаил Жерневский                                 | фильм                     |
| 2017      | Защитники                     | Сарик Андреасян                                   | фильм                     |
| 2018—н.в. | Царевны                       | Елена Галдобина, Константин Бронзит, Дарина Шмидт | мультсериал               |
| 2018—н.в. | Барбоскины                    | Елена Галдобина, Екатерина Салабай                | мультсериал               |
| 2019      | Урфин Джюс возвращается       | Фёдор Дмитриев                                    | полнометражный мультфильм |
| 2019      | Иван Царевич и Серый Волк 4   | Дарина Шмидт, Константин Феоктистов               | полнометражный мультфильм |
| 2020      | Барбоскины на даче            | Елена Галдобина, Фёдор Дмитриев                   | полнометражный мультфильм |
| 2020      | Конь Юлий и большие скачки    | Дарина Шмидт, Константин Феоктистов               | полнометражный мультфильм |
| 2021      | Бука. Моё любимое чудище      | Виктор Глухушин, Максим Волков                    | полнометражный мультфильм |
| 2021      | Три богатыря и Конь на троне  | Дарина Шмидт, Константин Феоктистов               | полнометражный мультфильм |
| 2022      | Бультерьер                    | Василий Быстров                                   | фильм                     |
| 2022      | Барбоскины Team               | Елена Галдобина, Фёдор Дмитриев                   | полнометражный мультфильм |
| 2022      | Щелкунчик и волшебная флейта  | Георгий Гитис, Виктор Глухушин                    | полнометражный мультфильм |
| 2022      | Иван Царевич и Серый Волк 5   | Константин Феоктистов                             | полнометражный мультфильм |
| 2023      | Царевны и таинственная гостья | Александра Шоха                                   | полнометражный мультфильм |
| 2023      | Три богатыря и Пуп Земли      | Константин Бирюков                                | полнометражный мультфильм |
| 2024      | Онегин                        | Сарик Андреасян                                   | фильм                     |
| 2025      | Иван-Царевич и Серый Волк 6   | Дарина Шмидт, Константин Феоктистов               | полнометражный мультфильм |

### Оркестровка (на музыкуМихаила Чертищева)
- 2014 — Три богатыря. Ход конём
- 2014—2015 — Крепость. Щитом и мечом
- 2015 — Иван Царевич и Серый волк 3
- 2016 — Три богатыря и морской царь
- 2017 — Урфин Джюс и его деревянные солдаты
- 2017 — Три богатыря и принцесса Египта

## Дискография
- War Thunder: Air Forces, Vol.1 Original Game Soundtrack 2012 г.
  - The Rustled Bear
  - Beyond the Precipice
  - A Night Too Restless
  - Shadow Above the Volcano
  - A Tremendous Turbulance
  - Rolling out the Waves
  - With Haste and Certitud
  - Keen Eyes and Steady Hands
  - A Glorious Flight
  - Duty, Steel My Heart
  - Weariness Has No Place
  - Angel of Vengeance, Take My Side
  - The Sun's Long Reach
  - The Marching out of Fate
  - Of My Own Accord
  - Empires Must Be Firm
  - Caught Before the Storm
  - Freedom, Your Bells Harken to me
  - Disturbing the Balance
  - Imperial Determination
  - Upon the Blade of the Sword
- War Thunder: Ground Forces. Vol. 1 Original Game Soundtrack 2014 г.
  - Behind the Enemy Line
  - On the March
  - Before Sunrise
  - Perpetuum Mobile, Pt.1
  - Perpetuum Mobile, Pt.2
  - Perpetuum Mobile, Pt.3
  - Perpetuum Mobile, Pt.4
  - Simphony of Steel
  - Minute of Silence
  - Victoria
  - Signal to Attack
- War Thunder: Naval Forces, Vol. 1 Original Game Soundtrack 2016 г.
  - Destroyers Attack!
  - Take No Heed My Countrymen
  - Leaving Calmer Shores
  - Push Through to Tomorrow's Light
  - The Convoy of Hope
  - Which Way the Wind Turns
  - To Your Stations!
  - The Enemy Is Dead Ahead
  - Rendezvouz at Sea
  - Night Attack
  - The Gently Marching Sea
  - Upon the Horizon's Edge
- War Thunder: Original Game Soundtrack 2018 г.
  - Welcome into the Channel
  - Our Island Home
  - The Darkest Hour
  - China Hangar

## Академическая музыка
- Симфония № 1 — «Fantasy»
- Симфония № 2 — «Adventure»
- Симфония № 3
- Симфония № 4 — «Genesys»
- Симфоническая поэма — «Танковая атака на Курской Дуге»
- Фантазия для Валторны и двух фортепиано
- Фантазия для камерного оркестра и фортепиано — «Санкт-Петербург»
- Песнь для симфонического оркестра и хора — «Зенит-Чемпион! Триумфальная»